# Orogrande
Orogrande è un census-designated place (CDP) degli Stati Uniti d'America della contea di Otero nello Stato del Nuovo Messico. La popolazione era di 52 abitanti al censimento del 2010. Si trova sui Monti Jarilla del bacino di Tularosa sulla U.S. 54 tra El Paso, Texas, e Alamogordo, Nuovo Messico. Fondata nel 1905 come città mineraria di nome Jarilla Junction a causa della sua vicinanza ai Monti Jarilla, la città fu ribattezzata Orogrande (dallo spagnolo che significa grande oro) nel 1906 e non è lontana da città minerarie simili (ora completamente abbandonate città fantasma) di nome Brice e Ohaysi. La popolazione aumentò a circa 2.000 abitanti come risultato di una corsa all'oro avvenuta nel 1905, ma rapidamente crollò quasi fino al punto di spopolamento quando i giacimenti d'oro si rivelarono molto meno abbondanti del previsto. Ci sono ancora numerose miniere abbandonate nell'area che rientrano nella giurisdizione del Bureau of Land Management. Altri terreni intorno a Orogrande fanno parte di una riserva militare sotto il controllo di Fort Bliss.

## Geografia fisica
Secondo lo United States Census Bureau, il CDP ha una superficie totale di 14,64 km², dei quali 14,64 km² di territorio e 0 km² di acque interne (0% del totale).

## Società

### Evoluzione demografica
Secondo il censimento del 2010, la popolazione era di 52 abitanti.

### Etnie e minoranze straniere
Secondo il censimento del 2010, la composizione etnica del CDP era formata dal 76,92% di bianchi, lo 0% di afroamericani, lo 0% di nativi americani, il 7,69% di asiatici, lo 0% di oceanici, il 13,46% di altre razze, e l'1,92% di due o più etnie. Ispanici o latinos di qualunque razza erano il 30,77% della popolazione.